# Dichotomius punctulatipennis
Dichotomius punctulatipennis är en skalbaggsart som beskrevs av Luederwaldt 1930. Dichotomius punctulatipennis ingår i släktet Dichotomius och familjen bladhorningar. Inga underarter finns listade i Catalogue of Life.